# أحمد صبري غباشي
أحمد صبري غباشي ممثل ومخرج وكاتب مصري ، بكالوريوس المعهد العالي للفنون المسرحية ، قسم تمثيل وإخراج ، قام بتمثيل ما يقرب من 50 دورًا مختلفًا في المسرح والسينما والتليفزيون، وقام ببطولة فيلم الدرويش الذي تم عرضه في ركن الأفلام القصيرة في مهرجان "كان" بفرنسا  أسس فريق "ميلوفرينيا"، للمسرح الحر  ، وحاصل على لقب أفضل مخرج لعام 2012 من بين 254 مخرج عن مسرحيته: "عزازيل، في مهرجان آفاق مسرحية  صدر له أربعة كتب من تأليفه، قصص قصيرة، ومقالات.

## أعماله الفنية
تنوعت أعماله الفنية بين مسرح وسينما وتلفزيون، بالإضافة إلى التأليف والإخراج وبطولة الإعلانات التجارية.

### التمثيل
قام بتمثيل ما يقرب من 80 دورًا مختلفًا في المسرح والسينما والتليفزيون، له أفلام شاركت في مهرجانات دولية عربيًا وعالميًا.من أشهرهذه الأفلام: دوره في بطولة فيلم (الدرويش) الذي تم عرضه في ركن الأفلام القصيرة في مهرجان كان بفرنسا. وشارك في مهرجانات في إيطاليا، وألمانيا، والمغرب.
| المسلسل / الفيلم       | بمشاركة                                               |
| ---------------------- | ----------------------------------------------------- |
| الزيبق (مسلسل)         | كريم عبد العزيز ، شريف منير ، كارمن لبس ، محمد شاهين  |
| الفيل الأزرق (فيلم)    | كريم عبد العزيز ، خالد الصاوي ، دارين حداد            |
| تفاحة آدم (فيلم)       | خالد الصاوي ، يحيى شاهين ، هند رستم                   |
| الشارع اللي ورانا      | درة (ممثلة) ، هند عبد الحليم ، نسرين أمين ، أحمد عزمي |
| قضاة عظماء             | أشرف عبد الغفور ، أحمد ماهر (ممثل) ، كمال أبو رية     |
| السلطان والشاه (مسلسل) | محمد رياض ، سامر المصري ، عبد الرحمن أبو زهرة         |
| فيلم ديكور             | خالد أبو النجا ، ماجد الكدواني                        |
| فلوماستر أحمر          | أحمد صبري غباشي                                       |

المسرح
من أهم أدواره في المسرح
- ملك فرنسا في: الملك لير أمام الفنان يحيى الفخراني 2019.
- الأمير أبو بكر في: مسرحية هولاكو – على خشبة المسرح القومي للمخرج الكبير جلال الشرقاوي 2020.
- شريف الكردي / نائل في: مسرحية الفيل الأزرق – على المسرح الكبير بدار الأوبرا المصرية.
- كابتن فريتز: سجين زندا التي تم عرضها من 2016 وحتى 2020.
- المفتش جافير في: البؤساء رائعة الكاتب الكبير فيكتور هوجو 2011.
- هاملت في: هاملت رائعة شكسبير.
- أوديب في: أوديب رائعة سوفوكليس.
- يانك في: العادلون رائعة ألبير كامو.

السينما
قام بالمشاركة في أفلام عديدة منها:
- فيلم قهوة بورصة مصر
- فيلم ديكور من بطولة خالد أبو النجا وماجد الكدواني، إخراج أحمد عبد الله.
- الحروب الصليبية. (فيلم وثائقي)

وفي السينما أيضًا، قام ببطولة العديد من الأفلام القصيرة منها:
- الدرويش.
- مزامير داوود.
- فلوماستر أحمر.
- سرقة منتصف الليل.
- اللقاء.

الإعلانات التجارية
قام ببطولة ما يزيد على عشرين إعلانًا شهيرًا. من أشهرها إعلان لشركة إتصالات إعلان شركة إتصالات، وإعلان شهير لشركة سيارات.
البرامج
- برنامج البلاتوه.

## الكتابة
نشرَ كتابه القصصي الأول (نادمًا خرج القط) عام 2007، وقدّمه الكاتب د. أحمد خالد توفيق، ثم أتبعه بكتاب (حياتك الباقية) عام 2011، وصدر له إلكترونياً كتاب (مثلاً) 2010، وكتاب (الشعب يريد) 2012، كما كتب في العديد من الدوريات ومواقع الإنترنت.
كتب العديد من النصوص المسرحية مثل (حتى تثبت إدانته)، و(نقطة ومن أول الثورة)، و(أيام الحب والغضب)، و(عزازيل)، و(جحيم د. رفعت).
كما قام بعمل إعداد مسرحي للعديد من النصوص المهمة مثل قصة (حارة العشاق) للكاتب الكبير نجيب محفوظ، ومسرحية (العرض الوحشي) للكاتب علاء الكاشف، ورواية قرية ظالمة.
في عام 2022 قام بتأليف مسرحيته الأخيرة حياتك الباقية.

## جوائز وتكريمات
حاز على جوائز عديدة كمخرج وكممثل وكاتب في العديد من المهرجانات والمحافل الفنية.
- جائزة أفضل ممثل في مهرجان عيون السينمائي الدولي 2019.[12]
- حصل على جاىزة (ملهم) الدولية ضمن تكريمه من اتحاد رواد الأعمال العرب 2024.
- جائزة أفضل ممثل في المهرجان العالمي – معهد فنون مسرحية 2015.
- جائزة أفضل ممثل في المهرجان العربي – معهد فنون مسرحية 2016.
- كما تم تكريمه في ملتقى أوائل المسرح العربي ممثلاً مصر في الشارقة بالإمارات عام 2017.
- تم تكريمه من حكومة الإمارات لتمثيله دولة مصر في ملتقى أوائل المسرح العربي في 2022.
- جائزة أفضل مخرج مسرحي من بين 254 عرض مسرحي، عن مسرحيته عزازيل 2013 – مهرجان آفاق مسرحية بالقاهرة.
- جائزة أفضل ممثل وأفضل عرض مسرحي عزازيل 2012 – مهرجان الزقازيق.
- جائزة التأليف في مسابقة القصة قصيرة في مسابقة مؤسسة نجلاء محرم الأدبية 2007.
- تم تكريمه من قبل جامعة المنوفية عن نشاطه في التمثيل والإخراج والكتابة 2013.
- تم تكريمه من مهرجان جامعة المنصورة عن ورشته كمدرب تمثيل 2022.
- جائزة أفضل ديكور عن مسرحية (حياتك الباقية) من تأليفه وإخراجه عام 2022.
- شارك في أكثر من ورشة تمثيل عربيًا وعالميًا كممثل ومخرج، منها (Royal Shakespeare Academy)، و(أيام قرطاج المسرحية) ونال العديد من التكريمات والجوائز عن مساهماته في الكتابة والتمثيل والإخراج.